# Mudbugs de Bossier-Shreveport
Les Mudbugs de Bossier-Shreveport sont une franchise professionnelle de hockey sur glace en Amérique du Nord qui évolue dans la Ligue centrale de hockey. L'équipe est basée à Bossier City en Louisiane.

## Historique
La franchise a été créée en 1997. Depuis 2001, elle est engagée dans la Ligue centrale de hockey.

### Saisons en LCH
Note: PJ : parties jouées, V : victoires, D : défaites, N : matchs nuls, DP : défaite en prolongation, DF: Défaite en fusillade, Pts : Points, BP : buts pour, BC : buts contre, Pun : minutes de pénalité
| Saison  | PJ | V  | D  | N | DP | DF | Pts | Classement                     | Séries éliminatoires      |
| ------- | -- | -- | -- | - | -- | -- | --- | ------------------------------ | ------------------------- |
| 2009-10 | 64 | 38 | 22 | - | 2  | 2  | 80  | 3e place, conférence nord      | Défaite en seconde ronde  |
| 2008-09 | 64 | 39 | 19 | - | 1  | 5  | 84  | 3e place, conférence nord-est  | Défaite en seconde ronde  |
| 2007-08 | 64 | 44 | 14 | - | 3  | 3  | 94  | 1re place, conférence nord-est | Défaite en seconde ronde  |
| 2006-07 | 64 | 44 | 14 | - | 6  | 0  | 94  | 1re place, conférence nord-est | Défaite en seconde ronde  |
| 2005-06 | 64 | 41 | 15 | - | 8  | 0  | 90  | 1e place, conférence nord-est  | Défaite en finale         |
| 2004-05 | 60 | 36 | 17 | - | 7  | 0  | 79  | 1e place, conférence nord-est  | Défaite en première ronde |
| 2003-04 | 64 | 42 | 16 | - | 6  | 0  | 90  | 1e place, conférence nord-est  | Défaite en finale         |
| 2002-03 | 64 | 33 | 22 | - | 9  | 0  | 75  | 3e place, conférence nord-est  | Ne participe pas          |
| 2001-02 | 64 | 33 | 27 | - | 4  | 0  | 70  | 2e place, conférence nord-est  | Défaite en seconde ronde  |